# Bloedorde

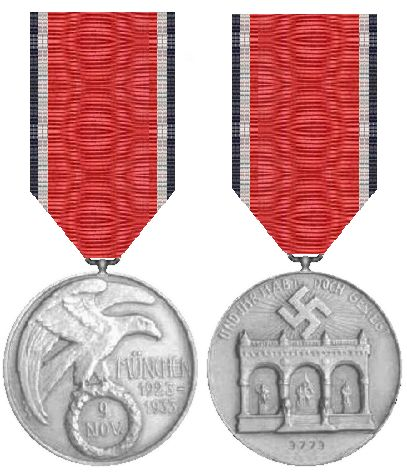
De voor- en keerzijde van de medaille

Het Ereteken van 9 november 1923 (Duits: Ehrenzeichen vom 9. November 1923), meestal de Bloedorde of Blutorden genoemd, was een ereteken in de vorm van een medaille (het was zeker geen ridderorde) die herinnerde aan de mislukte Bierkellerputsch, een amateuristische machtsgreep van de nog jonge NSDAP in München. De beoogde staatsgreep eindigde in een schietpartij met de politie buiten de Münchener residentie, voor de gevel van de Feldherrnhalle.
Hitler, de aanstichter, ontkwam, maar vier politieagenten, een voorbijganger en zestien van de ongeveer 2000 nationaalsocialisten en hun meelopers werden gedood.
In 1933 greep de NSDAP alsnog de macht, nu met min of meer legale middelen. Hitler liet de zestien doden herbegraven in een monument en stichtte in 1934 een medaille die een tijdlang, tot de stichting van de Duitse Orde in 1943, de hoogste Duitse onderscheiding zou zijn. Hitler heeft de Bloedorde zelf nooit gedragen.
Deze Duitse Orde werd overigens aan het lint van de Bloedorde om de hals gedragen. Het lint was iets breder.
De Bloedorde is een ronde zilveren medaille. Op de voorzijde staat een adelaar met in de klauwen een krans waarin de datum "9 Nov." staat. Rechts daarvan staat "MÜNCHEN 1923 - 1933". Op de keerzijde is de neoklassieke Feldherrnhalle afgebeeld met daarachter een swastika die als een zon opkomt. Daarboven staat "UND IHR HABT DOCH GESIEGT".
Er zijn twee uitvoeringen bekend, met de signatuur J.FUESS en het gehaltestempel "990" en een stempel zonder signatuur en het gehaltestempel "800". De medaille werd aan een rood lint met zwart en witte banen op de linkerborst gedragen. Op dagelijkse uniformen werd echter vaak alleen het lint gedragen in het knoopsgat van de rechterborstzak, als een chevron.
Hitler verleende de medaille aan 1500 van zijn medeplichtigen in 1923. Na mei 1938 werd de medaille ook aan enige verdienstelijke partijleden verleend omdat zij voor hun in opdracht van de NSDAP begane terreurdaden ter dood waren veroordeeld. Deze mannen waren door de regering van de Weimarrepubliek overigens allen gespaard. Ook zij die in straatgevechten zwaargewond waren geraakt of langer dan een jaar in de gevangenis hadden moeten doorbrengen voor hun aandeel in het nazi-geweld kregen deze medaille.
Ook de cadetten van de jaargang 1923/1924 van de militaire school in München werden met de medaille onderscheiden.
Er werden in totaal niet meer dan 6000 (genummerde) medailles verleend. De laatste werd op 4 juni 1942 postuum verleend aan de door het Tsjechische verzet gedode Rijksprotector van Bohemen, Reinhard Heydrich.  

## De Bloedorde na de Tweede Wereldoorlog
Dit ereteken is van een hakenkruis voorzien. Daarom is het verzamelen, tentoonstellen en verhandelen van deze onderscheiding in Duitsland aan strenge wettelijke regels onderworpen.
De geallieerde mogendheden hebben na de bezetting van Duitsland het dragen van alle Duitse orden en onderscheidingen, dus ook die uit het Duitse Keizerrijk van vóór 1918, verboden. Dat verbod is in de DDR altijd van kracht gebleven. Op 26 juli 1957 vaardigde de Bondsrepubliek Duitsland een wet uit waarin het dragen van onderscheidingen met daarop nazisymbolen zoals hakenkruizen of de SS-runen streng werd verboden. Sommige (politieke) nazi-onderscheidingen, waaronder de Bloedorde en de Orde van Verdienste van de Duitse Adelaar, werden helemaal verboden. Ook het verzamelen, tentoonstellen en afbeelden van zulke onderscheidingen werd aan strenge regels gebonden. Een aantal niet-politieke medailles en dapperheidsonderscheidingen van het Derde Rijk werden ten behoeve van veteranen ontdaan van de hakenkruizen en soms ook van de adelaar. In deze gedenazificeerde uitvoering mochten die onderscheidingen wel worden gedragen.
Exemplaren van deze medaille brachten in 2008 op veilingen desondanks ongeveer 3000 euro per stuk op.